# Pat Burns
Patrick John Joseph „Pat“ Burns (* 4. April 1952 in Montreal; † 19. November 2010 in Sherbrooke, Québec) war ein kanadischer Eishockeyspieler und -trainer. Er war unter anderem Chefcoach der NHL-Mannschaften Montreal Canadiens (1988–1992), Toronto Maple Leafs (1992–1996), Boston Bruins (1997–2001) und der New Jersey Devils (2001–2004). 2014 wurde er in die Hockey Hall of Fame aufgenommen.

## Karriere
Burns zählt zu den Trainern, die nicht auf eine große Zeit als Spieler zurückblicken können. Als Junior spielte er in der OHA bei den London Knights, ohne dort besonders aufzufallen.
1984 übernahm er dann, inzwischen 32 Jahre alt, die Olympiques de Gatineau in der QMJHL als Trainer, bei denen damals unter anderem Luc Robitaille spielte. Nach drei Jahren, 1987, holten die Canadiens de Montréal ihn als Coach für ihr AHL-Farmteam, die Canadiens de Sherbrooke.
Nach einem Jahr dort wurde er als Nachfolger von Jean Perron in die NHL nach Montreal geholt. Dort blieb er vier Jahre, bevor er zum großen Konkurrenten, den Toronto Maple Leafs, wechselte. Hier gelang es ihm, den schlafenden Riesen zu wecken und die Leafs hatten ihre beste Zeit nach den Original Six.
Nach vier Jahren in Toronto wurde ein weiteres Original Six Team seine dritte Trainerstation. Von 1997 bis 2000 trainierte er die Boston Bruins. Bei jedem der drei Teams wurde er einmal mit dem Jack Adams Award als bester Coach der NHL ausgezeichnet. Jedoch erst mit seinem vierten Team, den New Jersey Devils, die er in den Spielzeiten 2002/03 und 2003/04 betreute, konnte er erstmals den Stanley Cup gewinnen. Burns beendete seine Trainerkarriere nach der Saison 2003/04, nachdem er bereits zum zweiten Mal an Krebs erkrankte.
Während seiner Zeit als Cheftrainer stand er in 14 Spielzeiten 1019 Mal als Coach hinter der Bande. Von diesen Spielen gewann er 501 und verlor 350.
Er erlag im Alter von 58 Jahren einem Krebsleiden.

## Auszeichnungen
- 1989, 1993 und 1998: Jack Adams Award
- 2014: Aufnahme in die Hockey Hall of Fame